# Meïr de Rothenburg
Pour les articles homonymes, voir Meir.
Meïr de Rothenburg (c. 1215 - 2 mai 1293) surnommé le Maharam (Morenou HaRav Meïr) de Rothenburg. Il est considéré comme le plus grand talmudiste de son époque; il est l’auteur d’une correspondance sur des sujets de halakha (jurisprudence religieuse) et environ mille de ses réponses ont traversé le temps.

## Biographie
Rabbi Meïr est né entre 1215 et 1220 à Worms. Il est issu d'une longue lignée de rabbins. Son premier maître est son père. Il poursuit sa formation à Wurtzbourg puis en France où il reste jusqu’en 1242, année où il est témoin de l’autodafé du Talmud à Paris. Il s'installe alors à Rothenburg ob der Tauber. Meïr y ouvre une école de Talmud dans sa maison. Après la mort de son père en 1281, il s'établit à Worms.
Le nouvel empereur Rodolphe Ier de Habsbourg, élu en 1273, adopta rapidement une politique de harcèlement des Juifs, si bien que nombre de ceux-ci décidèrent de quitter ce pays pour la Palestine. Meïr, qui était lui-même une des grandes figures de ce mouvement d’émigration, décide de partir en 1286 avec quelques membres de sa famille. Reconnu en chemin lors de la traversée des Alpes, il est arrêté et remis à l’empereur, qui le fait emprisonner sur de fausses accusations dans la prison d’Ensisheim en Alsace où il meurt en captivité en 1293, refusant que la communauté juive paie sa rançon. Son corps fut rendu en 1306. La communauté juive allemande a économisé pendant 14 ans afin de payer la rançon exigée par l'empereur pour la restitution du corps. Il est finalement enterré au Heiliger Sand, le cimetière juif de Worms. Cet épisode montre à quel point il était important par les juifs d'accomplir la mitzvah demandant qu'un juif soit enterré dans un cimetière juif. Un juif riche (Rabbi Alexander Ziskin) aurait payé la rançon demandée en ne posant comme condition que d'être enterré à côté de Rabbi Meïr, dont la dépouille n'aurait porté aucune trace de décrépitude ou de décomposition, 13 ans après sa mort.[réf. nécessaire]

## Enseignement
Les avis du Maharam sont très sollicités.
Les questions affluent alors de tout le monde ashkénaze dans tous les domaines, que ce soit la vie religieuse, la famille, le couple, les finances, les héritages, les biens mobiliers et immobiliers, le travail. Dans ses réponses, il insiste beaucoup sur le droit à sa propre opinion, les droits des minorités et des individus, la responsabilité collective et le gouvernement par consentement. 

Parmi ses avis célèbres, on peut citer celui sur le remariage des veuves. Il décrit le cas des veuves libres de se remarier sans avoir effectué la halizah. Il affirme qu'une telle chose est possible dans le cas où le frère du défunt est un apostat car selon lui un tel homme ne peut être un mari convenable car son épouse ne pourrait pas accomplir les rites de la religion juive. Il prescrit que nul ne peut négocier, de son propre chef, les conditions financières des communautés juives avec les autorités politiques, si cela doit se faire au détriment de la communauté.
Commentant le talmud, il se montre hostile à la chasse.
Le Maharam manifeste son opposition à la présence de miniatures animalières dans les Mahzorim. Il pense qu'elles détournent de la prière. Il forme de nombreux élèves dans sa yechiva qui deviennent eux aussi des rabbins renommés comme Rabbi Mordekhaï ben Hillel Ashkenazi. Rav Meïr a laissé des commentaires sur dix-huit traités du Talmud. Il a aussi laissé des commentaires sur la Michna, des livres sur différents sujets, les bénédictions, l’abattage rituel des bêtes...